# Enoplotrupes yunnanus
Enoplotrupes yunnanus är en skalbaggsart som beskrevs av Leon Fairmaire 1888. Enoplotrupes yunnanus ingår i släktet Enoplotrupes och familjen tordyvlar. Inga underarter finns listade i Catalogue of Life.